# فرودگاه لوخوویتسی ترتیاکوف
فرودگاه لوخوویتسی ترتیاکوف (به روسی: Аэропорт Третьяково) فرودگاهی عمومی واقع در لوخوویتسی در کشور روسیه است که توسط [[Mikoyan|Federal State Unitary Enterprise "روسیهn Aircraft Corporation "MiG"]] اداره می‌شود.